# Daniil Kveat
Daniíl Veaceslávovici Kveat (în rusă Дании́л Вячесла́вович Квят; n. 26 aprilie 1994, Ufa, Bașchiria, Rusia) este un pilot de curse rus care a concurat în Campionatul Mondial de Formula 1 timp de șase sezoane, între 2014-2017 și 2019-2020. El a devenit al doilea pilot de Formula 1 din Rusia și este cel mai de succes din cei patru piloți ruși până în prezent, cu trei podiumuri.
El a terminat pe locul 2 în Eurocup Formula Renault 2.0 din 2012 și a devenit campion în Formula Renault 2.0 Alps Series și GP3 Series 2013. A debutat în Formula 1 ca pilot pentru Scuderia Toro Rosso în 2014, terminând pe locul 15 în Campionatul Mondial. A trecut apoi la Red Bull Racing pentru a colabora cu Daniel Ricciardo pentru sezonul 2015. El a marcat primul său podium de Formula 1 la Marele Premiu al Ungariei din 2015, terminând pe locul doi în spatele lui Sebastian Vettel. În primul său sezon cu Red Bull Racing, Kveat a terminat pe locul 7 în Campionatul Mondial, în fața coechipierului său. La Marele Premiu al Germaniei din 2019, Kveat a revendicat al treilea podium al carierei sale, terminând pe locul trei; acesta a fost și al doilea podium pentru Scuderia Toro Rosso, după ce au câștigat Marele Premiu al Italiei din 2008 cu Sebastian Vettel.

## Cariera în Formula 1

### Toro Rosso (2014)
În octombrie 2013, Kveat a fost anunțat ca al doilea pilot al echipei Scuderia Toro Rosso pentru sezonul 2014, alături de francezul Jean-Éric Vergne. L-a înlocuit pe Daniel Ricciardo, care a trecut la echipa-mamă Red Bull Racing. Kveat și-a făcut debutul în Formula 1, la doar 19 ani, în Marele Premiu al Australiei din 2014, unde a ajuns în primii zece în calificări și a terminat pe locul 9 în cursă, doborând recordul lui Sebastian Vettel ca cel mai tânăr pilot care punctează în Formula 1. El a continuat să înscrie puncte în Marele Premiu al Malaeziei, Chinei, Marii Britanii și Belgiei, terminând pe locul 15 în Campionatul Mondial. În septembrie, organizatorii Marelui Premiu inaugural al Rusiei și-au anunțat intenția de a numi o tribună pe Autodromul Soci după el.
În octombrie 2014, a fost anunțat că Kveat va fi promovat la Red Bull Racing pentru sezonul 2015, pentru a-l înlocui pe cvadruplul campion mondial Sebastian Vettel.

### Red Bull Racing (2015-2016)

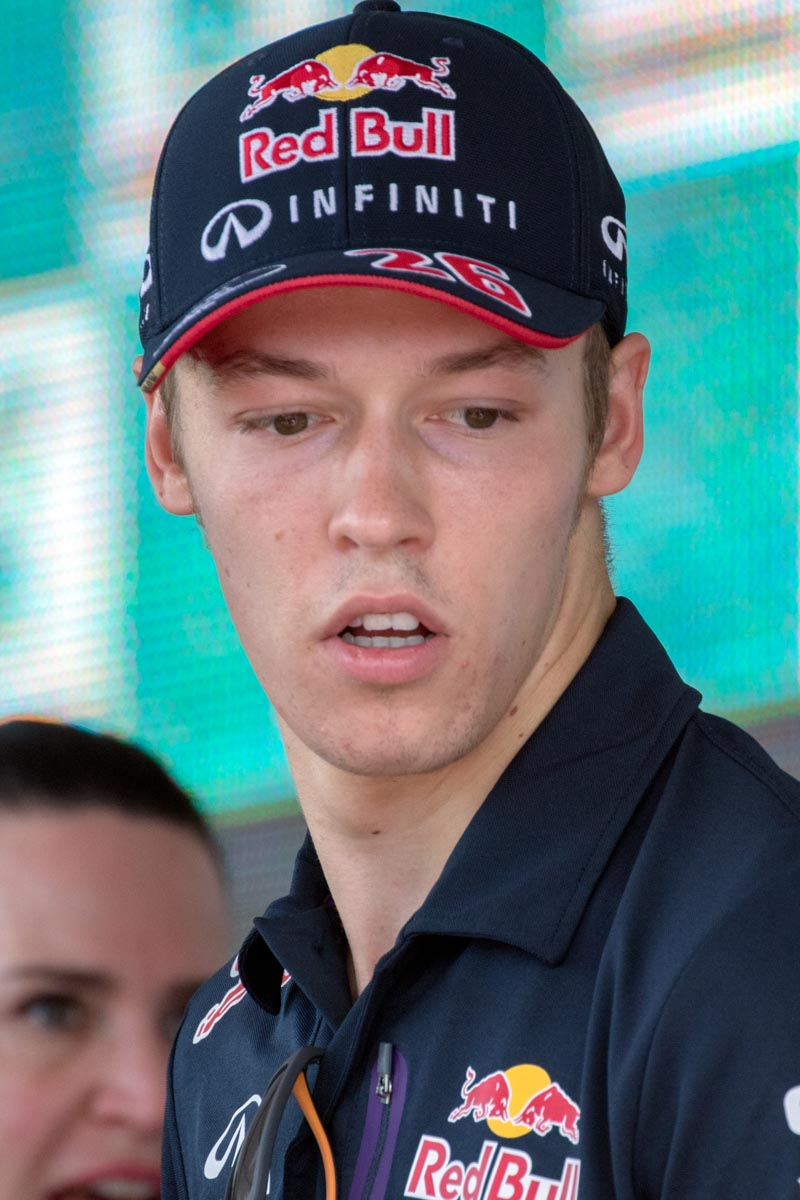
Kveat în 2015.

Echipa a avut un început frustrant de sezon. Kveat nu a reușit să înceapă prima cursă a anului în Australia din cauza unei probleme cu cutia de viteze, iar în cinci curse, el încă nu a egalat cel mai mare punctaj din perioada Toro Rosso. Acest lucru s-a schimbat la Monaco, unde s-a aliniat în spatele lui Ricciardo pe grila de start, dar l-a depășit pe coechipierul întârziat în primul viraj și a reușit locul patru. A urmat un loc șase la Silverstone - un rezultat care ar fi putut fi mai bun dacă nu ar fi derapat în partea umedă a cursei. El a urcat pe primul său podium în acest sport, obținând locul doi la Marele Premiu al Ungariei din 2015, cea mai înaltă poziție pentru un pilot rus în Formula 1. Drept urmare, Kveat – în vârstă de 21 de ani și 91 de zile – a devenit al doilea cel mai tânăr pilot care a înregistrat un podium, după Vettel. În calificările pentru Marele Premiu al Japoniei din 2015, Kveat s-a izbit puternic de bariere, răsturnând în cele din urmă mașina. A scăpat nevătămat și a terminat pe locul 13 în cursa de a doua zi. Kveat a încheiat sezonul din 2015 cu 95 de puncte și pe locul 7 în Campionatul Mondial la Piloți, învingându-l pe coechipierul său, Daniel Ricciardo, cu 3 puncte.
Începutul sezonului 2016 a fost din nou o provocare pentru Daniil, atunci când s-a luptat cu formatul de calificare de scurtă durată, producând rezultate dezamăgitoare în cele două ocazii în care a fost folosit. Lucrurile s-au îmbunătățit în China, unde a ajuns pe podium dar, nu a scăpat de faptul că Ricciardo s-a calificat în primul rând și a condus cursa până când a suferit o pană. Cursa următoare din Rusia a lui Kveat a fost însă un coșmar. Intrându-se în prima zonă de frânare din primul tur, el s-a izbit în Vettel, declanșând un accident cu mai multe mașini, care a stricat și cursele lui Ricciardo și Sainz. Kveat a terminat cursa lui Vettel aruncându-l într-o barieră în virajul 4. La câteva zile după cursă, a apărut vestea uimitoare de la Helmut Marko de la Red Bull: Kveat a fost retras la Toro Rosso și Max Verstappen a fost promovat în locul său.

### Toro Rosso (2016-2017, 2019)
Înainte de Marele Premiu al Spaniei, Kveat se întorcea din nou la echipa care l-a promovat în Formula 1. Potrivit directorului echipei Red Bull, Christian Horner, „Dany își va putea continua dezvoltarea la Toro Rosso, într-o echipă cu care este familiarizat, oferindu-i șansa de a-și recăpăta forma și de a-și arăta potențialul.” Kveat a petrecut ceva timp adaptându-se la echipă și la noua mașină și a revenit la o formă bună, înregistrând mai multe performanțe puternice în calificări și curse. S-a anunțat înainte de Marele Premiu al Statelor Unite că Kveat a semnat un nou contract cu Toro Rosso pentru 2017, după multe speculații intense.
Deși faza de deschidere a sezonului 2017 a părut promițătoare, atât mașina, cât și piloții demonstrând viteză solidă, ajungând în mod regulat în top zece, sezonul lui Kveat a fost afectat de multiple probleme, inclusiv mai multe retrageri din cauza defecțiunilor tehnice și a greșelilor ocazionale ale pilotului. Greșeala sa din Marele Premiu al statului Singapore i-a încheiat, probabil, locul la Toro Rosso în acel sezon. Pe 26 septembrie 2017, Toro Rosso a anunțat decizia de a-l înlocui pe Kveat pentru viitorul Mare Premiu al Malaeziei cu francezul Pierre Gasly. În timp ce a confirmat decizia de a-l retrage pe Kveat, într-o declarație, Toro Rosso a adăugat că schimbul de piloți nu ar trebui considerat o despărțire permanentă a drumurilor, spunând „Acesta nu este un caz de rămas bun pentru Daniil, deoarece el rămâne în continuare parte din familia Red Bull”. Kveat a revenit la curse pentru Toro Rosso la Marele Premiu al Statelor Unite, după mutarea coechipierului Carlos Sainz Jr. la Renault. În ciuda faptului că și-a asigurat o finalizare în puncte la Marele Premiu al Statelor Unite, nu a fost suficient pentru a-și asigura locul încă o dată, deoarece Toro Rosso a ales să continue cu neozeelandezul Brendon Hartley și cu francezul Pierre Gasly. În săptămâna dintre Statele Unite și Mexic, Helmut Marko a confirmat că Kveat nu se va întoarce în echipă și va fi eliberat din programul de dezvoltare al piloților Red Bull.
Red Bull a renunțat la el, dar a avut norocul să obțină un rol de dezvoltare la Ferrari care l-a menținut în formă și conectat la lumea Formulei 1. În sezonul 2018, a fost pilotul de simulator pentru echipă, și a condus mașina Ferrari SF71H pentru prima dată la Fiorano, în timpul unui test Pirelli pe vreme umedă în aprilie 2018. Pe 29 septembrie 2018, Toro Rosso a anunțat că pilotul rus va face din nou parte din echipă în sezonul 2019.

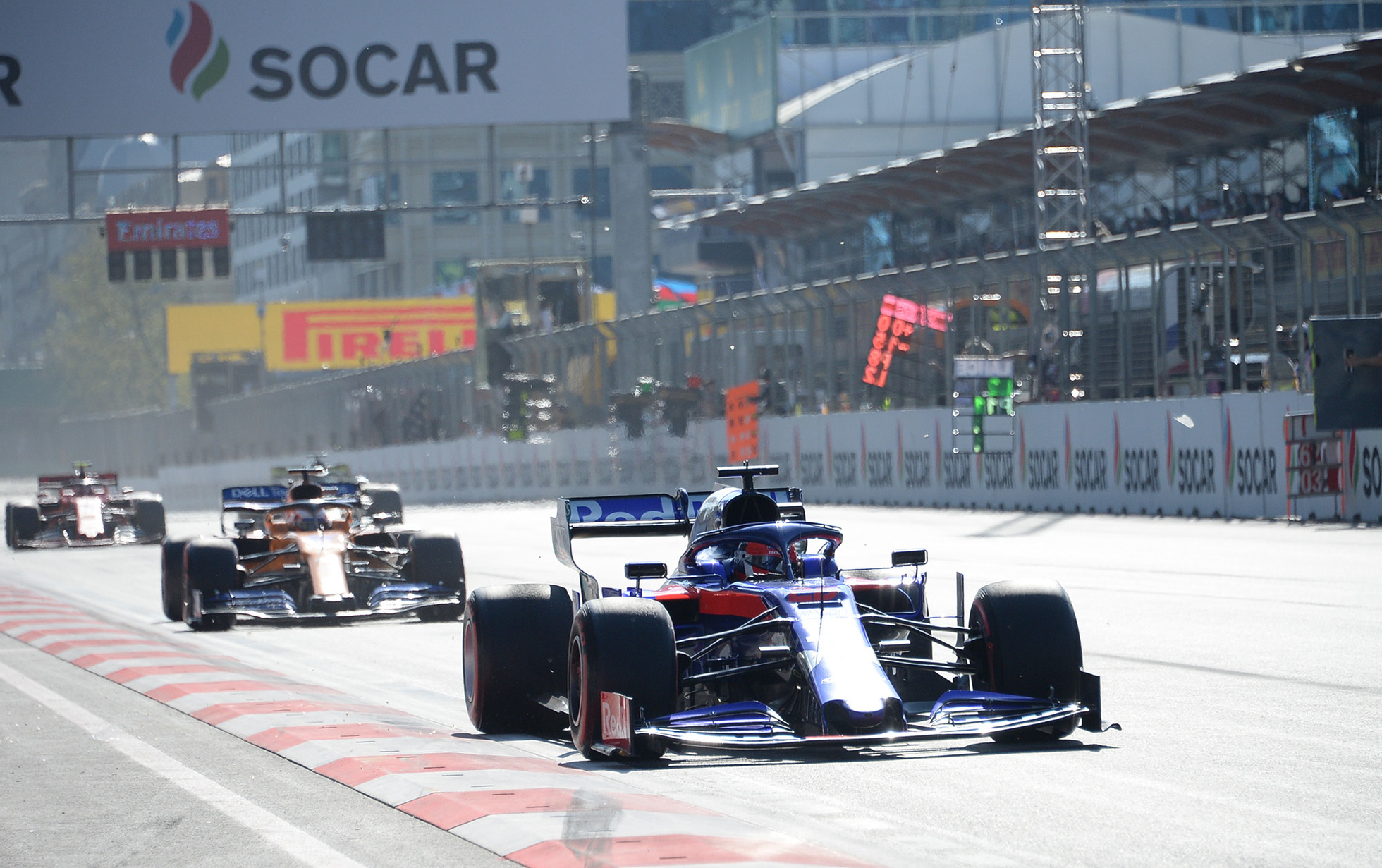
Kveat în Marele Premiu al Azerbaidjanului din 2019.

2019 a fost un an cu nu prea multe așteptări pentru rus, el revenind după un an de absență. Cu toate acestea, a evoluat foarte bine din start, marcând un punct pentru Toro Rosso în Marele Premiu al Australiei și a acumulat puncte în Spania, Monaco și Canada, arătând abilități bune de depășire. A avut curse slabe în Franța și Austria dar, cu toate acestea, s-a întors în puncte cu un loc nouă în Marea Britanie și a marcat un podium incredibil la Hockenheim pe ploaie, la o zi după ce s-a născut fiica sa. A fost al treilea podium al carierei sale și al doilea din istoria echipei Toro Rosso.
După ce a marcat mai multe puncte decât colegul său de echipă, Alexander Albon, în prima jumătate a anului 2019, podiumul său senzațional din Germania și parcursul dezamăgitor al lui Pierre Gasly cu Red Bull, rusul a fost un candidat pentru mulți pentru a ocupa locul lui Gasly la Red Bull. Cu toate acestea, Albon a fost promovat în echipa principală, după cum anunța echipa austriacă pe 12 august. După dezamăgirea de a nu-l înlocui pe Gasly la Red Bull, Kveat a fost depășit de pilotul francez în jumătatea finală a anului 2019. Cea mai bună poziție a pilotului rus din a doua jumătate a sezonului 2019 s-a produs în Belgia, unde a terminat pe locul 7. Apoi, a terminat în puncte doar de trei ori (locul zece în Japonia și Brazulia și nouă la Abu Dhabi). Kveat a încheiat sezonul din 2019 pe locul 13 în Campionatul Mondial la Piloți cu 37 de puncte.

### AlphaTauri (2020)
Pe 12 noiembrie 2019, a fost anunțat că AlphaTauri (anterior Toro Rosso) îi va păstra Kveat și Gasly pentru sezonul 2020. Deși Kveat avea speranțe pentru 2020, măcar să atingă performanțele de anul trecut când a reușit o clasare pe podium, sezonul a fost unul modest pentru rus. În calificări, coechipierul său a fost mai mereu mai rapid decât el, iar în cursă, prezențele pe locurile din puncte erau sporadice. Din 17 curse, el a marcat puncte în doar 7 din ele. Cea mai bună realizare a sa din sezon a fost locul 4 din Marele Premiu al Toscanei. Kveat a terminat sezonul pe locul 14 cu 32 de puncte acumulate.
După ultima cursă din 2020, Marele Premiu de la Abu Dhabi, AlphaTauri l-a anunțat pe al doilea pilot al echipei pentru 2021, pe japonezul Yuki Tsunoda, astfel că Kveat a rămas fără loc în Formula 1.

## Statistici în Formula 1
| Sezon | Echipă                                                   | Puncte | Loc clasament general |
| ----- | -------------------------------------------------------- | ------ | --------------------- |
| 2020  | Scuderia AlphaTauri                                      | 32     | 14                    |
| 2019  | Scuderia Toro Rosso                                      | 37     | 13                    |
| 2018* | Scuderia Ferrari (pilot de teste)                        | -      | -                     |
| 2017  | Scuderia Toro Rosso (15 etape)                           | 5      | 19                    |
| 2016  | Scuderia Toro Rosso (17 etape) Red Bull Racing (4 etape) | 25     | 14                    |
| 2015  | Red Bull Racing                                          | 95     | 7                     |
| 2014  | Scuderia Toro Rosso                                      | 8      | 15                    |

## Legături externe
- Site web oficial
- Daniil Kveat sumarul carierei pe DriverDB.com